# Il contrattempo o sia Il chiacchierone imprudente
Il contrattempo o sia Il chiacchierone imprudente è un'opera teatrale in prosa in tre atti di Carlo Goldoni scritta nel 1753 e rappresentata per la prima volta a Venezia durante il Carnevale di quell'anno con il titolo L'uomo imprudente. La commedia ebbe scarso riscontro da parte del pubblico e della critica, che accusò il commediografo di aver caricato troppo il personaggio fino a farlo apparire come una sorta di pazzo. Goldoni rielaborò il testo per l'edizione a stampa, cambiando il titolo: 
(Carlo Goldoni, prefazione a Il contrattempo)
La commedia fu riscoperta nell'Ottocento anche grazie all'attrice Adelaide Ristori che interpretò una convincente Rosaura.

## Trama
Bologna. Ottavio, uomo di un certo merito e che non manca d'ingegno, perde la sua fortuna a causa di alcuni sconsiderati discorsi e uscite inopportune.

## Poetica
Il carattere che l’autore voleva rappresentare era quello di un uomo che in tutte le sue azioni agisse con imprudenza. Scrisse l'autore nella prefazione per l'edizione a stampa: Ho dunque cambiato in parte il carattere di un imprudente che potea passar per un pazzo, e l'ho ridotto ad un Chiacchierone imprudente, che si rovina coi contrattempi. Ciò non ostante sarà egli un pazzo, poiché ciò può dirsi di tutti quelli che non regolandosi con saviezza, si lasciano dominare dalle passioni e dai vizi.